# Reinder Nummerdor
Reinder Aart Nummerdor (IJsselmuiden, 10 settembre 1976) è un ex pallavolista e giocatore di beach volley olandese.

## Biografia
Iniziò la sua carriera di pallavolista nel 1990, nel ruolo di schiacciatore, nella squadra olandese dell'EVV.
Dal 1998 al 2006 giocò nella Serie A1 italiana, con quattro differenti club.
Con la nazionale dei Paesi Bassi ha giocato per diversi anni, conquistando il titolo europeo nell'edizione di casa del 1997, occasione in cui ottenne anche il premio di miglior ricevitore del torneo.
Ha inoltre partecipato a due edizioni dei Giochi olimpici: a Sydney 2000 e ad Atene 2004 in cui si è piazzato rispettivamente al 5º e 9º posto.
Nel 2006 decise di dedicarsi al beach volley concludendo quindi la sua carriera di pallavolista.
Ha debuttato nel circuito professionistico internazionale il 7 giugno 2006 a Roseto degli Abruzzi, in Italia, in coppia con Richard Schuil piazzandosi in 33ª posizione. Il 12 maggio 2007 ha ottenuto la sua prima vittoria nel World tour a Manama, in Bahrein, sempre insieme a Richard Schuil. Nel massimo circuito FIVB ha trionfato per nove volte e sempre con Schuil.
Ha preso parte a due edizioni dei Giochi olimpici: a Pechino 2008, dove si è classificato al quinto posto, ed a Londra 2012, in cui ha raggiunto la quarta posizione, entrambe le volte in coppia con Richard Schuil.
Ha preso parte altresì a quattro edizioni dei campionati mondiali ed in tutte le occasioni si è piazzato al diciassettesimo posto: sia a Gstaad 2007, sia a Stavanger 2009, sia a Roma 2011 e sia a Stare Jabłonki 2013, sempre in coppia con Richard Schuil.
Ha vinto tre medaglie d'oro ai campionati europei, arrivando primo a Sochi 2008, a Sochi 2009 ed a Berlino 2010; ha inoltre vinto l'argento a Valencia 2007 ed il bronzo a Kristiansand 2011, in tutte le occasioni sempre insieme a Richard Schuil.

## Palmarès

### Nazionale (competizioni minori)
- European League 2004

### Beach volley

#### Campionati europei
- 3 ori: a Amburgo 2008, a Sochi 2009 ed a Berlino 2010
- 1 argento: a Valencia 2007
- 1 bronzo: a Kristiansand 2011

#### World tour
- 16 podi: 9 primi posti, 5 secondi posti e 2 terzi posti

##### World tour - vittorie
| Data            | Località   | Nazione             | in coppia con  |
| --------------- | ---------- | ------------------- | -------------- |
| 12 maggio 2007  | Manama     | Bahrein             | Richard Schuil |
| 25 maggio 2008  | Zagabria   | Croazia             | Richard Schuil |
| 11 ottobre 2008 | Dubai      | Emirati Arabi Uniti | Richard Schuil |
| 23 agosto 2009  | Åland      | Finlandia           | Richard Schuil |
| 30 agosto 2009  | L'Aia      | Paesi Bassi         | Richard Schuil |
| 31 ottobre 2009 | Sanya      | Cina                | Richard Schuil |
| 9 ottobre 2011  | Agadir     | Marocco             | Richard Schuil |
| 13 maggio 2012  | Pechino    | Cina                | Richard Schuil |
| 22 luglio 2012  | Klagenfurt | Austria             | Richard Schuil |

##### World tour - trofei individuali
- 2 volte miglior giocatore in difesa: nel 2009 e nel 2011